# Kuća Caralipeo u Omišu
Kuća Caralipeo nalazi se u Omišu, na adresi Četvrt kralja Slavca 2/1.

## Opis
Kuća se nalazi na Poljičkom trgu na koji gleda južnom fasadom. Sastoji se od prizemlja, dva kata i potkrovlja a katove odjeljuje razdjelni vijenac. Zapadna fasada gleda na rijeku. Nije sačuvana u izvornom stanju već je pregrađivana, a uz nju je dograđena manja prizemnica. Istočna fasada gleda na manju ulicu. U liniji pružanja je lomljena tako da je sjeverni dio niži od južnog koji se sastoji od prizemlja i kata. Zgrada je građena od kamena, no zapadno i južno pročelje je ožbukano crvenom žbukom. Istočno pročelje je kameno. Krov je dvoslivan, smjera pružanja sjever – jug s četiri luminara. Kuća pripada baroknom slogu 18. st. i jedna je od reprezentativnijih omiških zgrada.

## Zaštita
Pod oznakom RST-1074-1980 zavedena je kao nepokretno kulturno dobro – pojedinačno, pravna statusa zaštićena kulturnog dobra, klasificirano pod »stambene građevine«.